# أبرومة
الأبْرومة ((الاسم العلمي: Abroma) وتعني «عديم الغذاء»)، جنس نباتات من فصيلة الخبازية. أنواعه اثنان أعطانها في آسيا وأستراليا.

## الأنواع
- أبرومة أغسطس